# Буньо, Джанни
Джанни Буньо (итал. Gianni Bugno, род. 14 февраля 1964 в Бругг, Швейцария) — бывший итальянский профессиональный шоссейный велогонщик.

## Биография
Родился Джанни 14 февраля 1964 года в городе Бругге в Швейцарии. Профессиональную карьеру начал в 1985 году в итальянской команде Atala.
Буньо был универсальным гонщиком, способным выигрывать разные гонки. Он является неоднократным победителем этапов на Тур де Франс, также выигрывал классические гонки Милан — Сан-Ремо в 1990 году и Классика Сан-Себастьяна в 1991. На его счету и победа в Тур Фландрии в 1994 году.
Но главным успехом в его карьере всё же считают двойную победу на чемпионате мира по шоссейным велогонкам. В 1991 году он опередил Стевена Рокса и Мигеля Индурайна, а в 1992 году был быстрее Лорана Жалабера и Дмитрия Конышева.
Из Гранд Туров ему покорился только Джиро д’Италия в 1990 году, на остальных он был победителем большого количества этапов, но постоянно Мигель Индурайн оказывался чуть сильнее. Как позже говорил Индурайн, Буньо был самой большой угрозой для него в те годы.
После ухода из профессиональной карьеры в 1998 году, он долгое время летал на вертолёте и был оператором на большом количестве гонок.
Буньо является президентом CPA (Ассоциации профессиональных велогонщиков). В ноябре 2012 года, после допинг-скандала с Лэнсом Армстронгом он предложил создать антидопинговый орган, который будет независим от UCI.
Его сын Алессио Буньо играет профессионально в футбол и выступает за итальянскую команду Серии С1 «Лекко».

## Главные победы
1986
- Джиро дель Аппеннино
- Джиро дель Фриули
- Джиро дель Пьемонте

1987
- Джиро дель Аппеннино
- Кубок Сабатини
- Гран-при Ситта-Камайори
- 1 этап — Джиро дель Трентино

1988
- Джиро дель Аппеннино
- Джиро д'Калабрия
- Кубок Уго Агостони
- 1 этап — Тур де Франс
- 1 этап — Тур Романдии

1989
- Три варезенские долины
- GP di Marostica
- 1 этап — Джиро д’Италия

1990
- Мировой шоссейный кубок UCI
- Джиро д’Италия
  -  Генеральная классификация
  -  Очковая классификация
  - 3 этапа
- Милан — Сан-Ремо
- Wincanton Classic
- 1 этап — Джиро дель Трентино
- 2 этапа — Тур де Франс

1991
- — Чемпионат мира по шоссейным велогонкам
- — Чемпионат Италии по шоссейному велоспорту
- Классика Сан-Себастьяна
- 2-й на Тур де Франс (1 этап выиграл)
- 3 этапа — Джиро д’Италия
- Memorial Nencini

1992
- — Чемпионат мира по шоссейным велогонкам
- Милан — Турин
- Джиро дель Лацио
- Джиро дель Эмилия
- 1 этап — Тур Швейцарии
- 3-й — Тур де Франс

1993
- Гран-при кантона Аргау
- 1 этап — Euskal Bizikleta

1994
- Тур Фландрии
- 1 этап — Джиро д’Италия
- 1 этап — Euskal Bizikleta

1995
- — Чемпионат Италии по шоссейному велоспорту
- 2 этапа — Тур Средиземноморья
- Кубок Уго Агостони

1996
- 1 этап — Джиро д’Италия
- 1 этап — Вуэльта Испании
- 3-й на Тур Швейцарии (1 этап выиграл)
- 1 этап — Джиро дель Трентино

1998
- 1 этап — Вуэльта Испании

## Статистика выступлений наГранд Турах
| Гранд Тур       | 1986 | 1987 | 1988 | 1989 | 1990 | 1991 | 1992 | 1993 | 1994 | 1995 | 1996 | 1997 | 1998 |
| --------------- | ---- | ---- | ---- | ---- | ---- | ---- | ---- | ---- | ---- | ---- | ---- | ---- | ---- |
| Джиро д’Италия  | 41   | WD   | WD   | 23   | 1    | 4    | -    | 18   | 8    | -    | 29   | 75   | 50   |
| Тур де Франс    | -    | -    | 62   | 11   | 7    | 2    | 3    | 20   | WD   | 53   | -    | -    | -    |
| Вуэльта Испании | -    | -    | -    | -    | -    | -    | -    | -    | -    | -    | 56   | 95   | 84   |

WD = Снялся